# Alida Benetto Ravetto
Alida Benetto Ravetto (Susa, 14 settembre 1942) è una politica italiana.